# 615
615 م سنة بسيطة، ابتدأت بيوم الأربعاء، وفيها حدث ما يلي:

## أحداث
- هجرة العديد من مستضعفي المسلمين إلى الحبشة. وجدوا مستعمرة صغيرة هناك، تحت حماية الإمبراطور الإثيوبي المسيحي النجاشي الذي أسلم بعدها.
- إعادة بناء مدينة كريمونا الإيطالية.

## مواليد
- أسامة بن زيد صحابي وقائد عسكري، وحِب رسول الله صلى الله عليه وسلم

## وفيات
- سمية بنت خياط، من مشاهير الصحابيات.
- عبد الله بن محمد، ابن النبي محمد.
- البابا بونيفاس الرابع.